# Кожакорган
Кожакорга́н (каз. Қожақорған) — село у складі Сайрамського району Туркестанської області Казахстану. Адміністративний центр Ариського сільського округу.
Населення — 7863 особи (2021; 5619 у 2009, 4338 у 1999, 1471 у 1989).
26 березня 2015 року до села було приєднано територію площею 7,86 км².